# Euproserpinus phaeton
Euproserpinus phaeton är en fjärilsart som beskrevs av Augustus Radcliffe Grote och Robinson 1865. Euproserpinus phaeton ingår i släktet Euproserpinus och familjen svärmare. Inga underarter finns listade i Catalogue of Life.

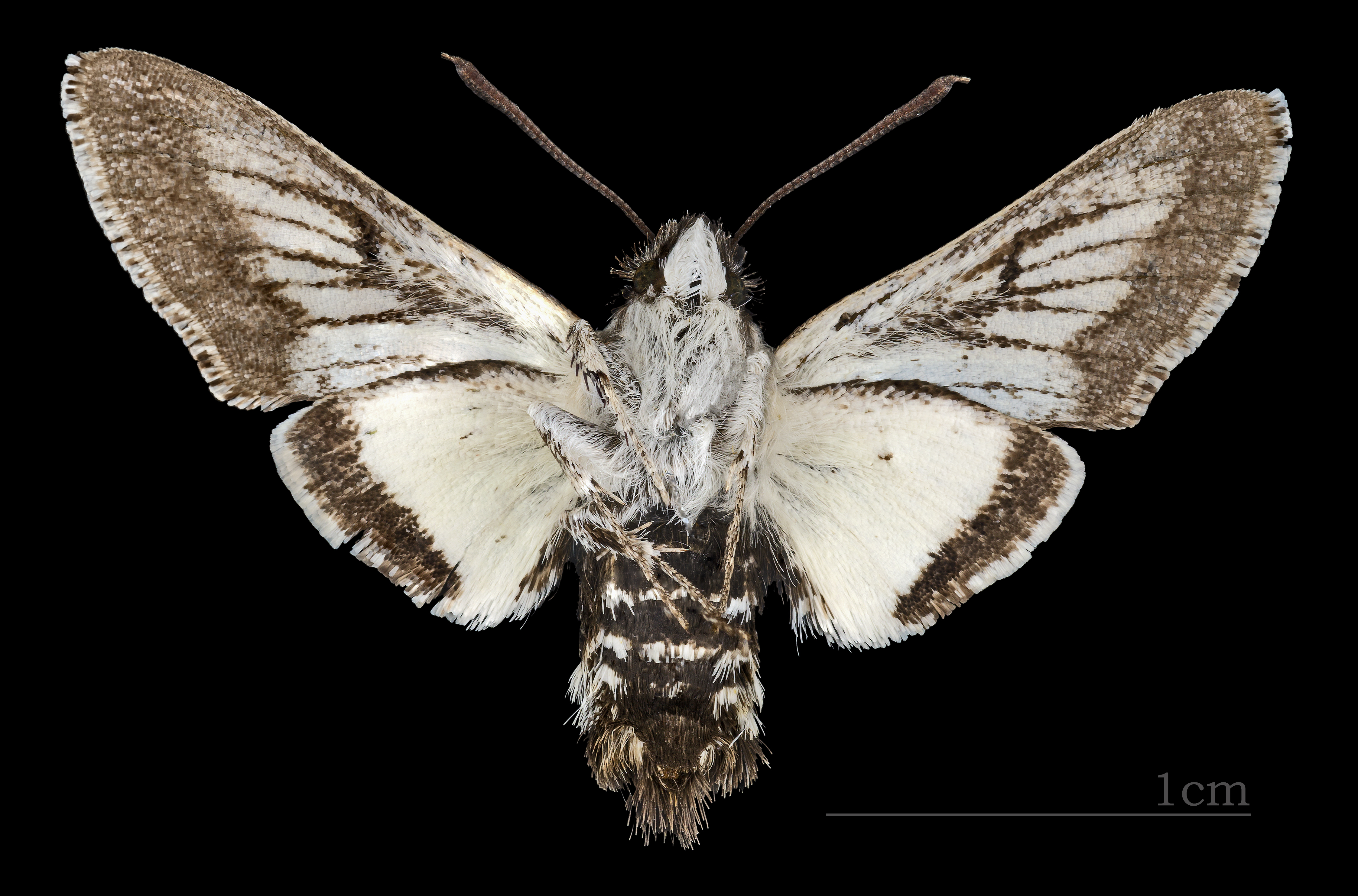
Euproserpinus phaeton ventrala